# Aschau am Inn
Aschau am Inn település Németországban, azon belül Bajorországban. Lakosainak száma 3487 fő (2023. december 31.).

## Népesség
A település népessége az elmúlt években az alábbi módon változott:
| Lakosok száma | 724  | 1300 | 2586 | 2745 | 3089 | 3131 | 3231 | 3353 | 3424 | 3487 |
|               | 1875 | 1939 | 1970 | 1987 | 2012 | 2013 | 2015 | 2017 | 2021 | 2023 |